# Réservoir Crystal
Le réservoir Crystal (en anglais : Crystal Reservoir) est un lac de barrage américain dans le comté de Montrose, au Colorado. Situé à 2 180 mètres d'altitude sur le cours de la Gunnison, en aval du réservoir Morrow Point, il a été créé par le barrage Crystal. Il est protégé au sein de la Curecanti National Recreation Area.